# Thil-sur-Arroux
 Thil-sur-Arroux  es una población y comuna francesa, en la región de Borgoña, departamento de Saona y Loira, en el distrito de Autun y cantón de Saint-Léger-sous-Beuvray.

## Demografía
| 230 | 212 | 180 | 173 | 142 | 142 |
| Para los censos de 1962 a 1999 la población legal corresponde a la población sin duplicidades (Fuente: INSEE [Consultar]) |     |     |     |     |     |